# Copacabana

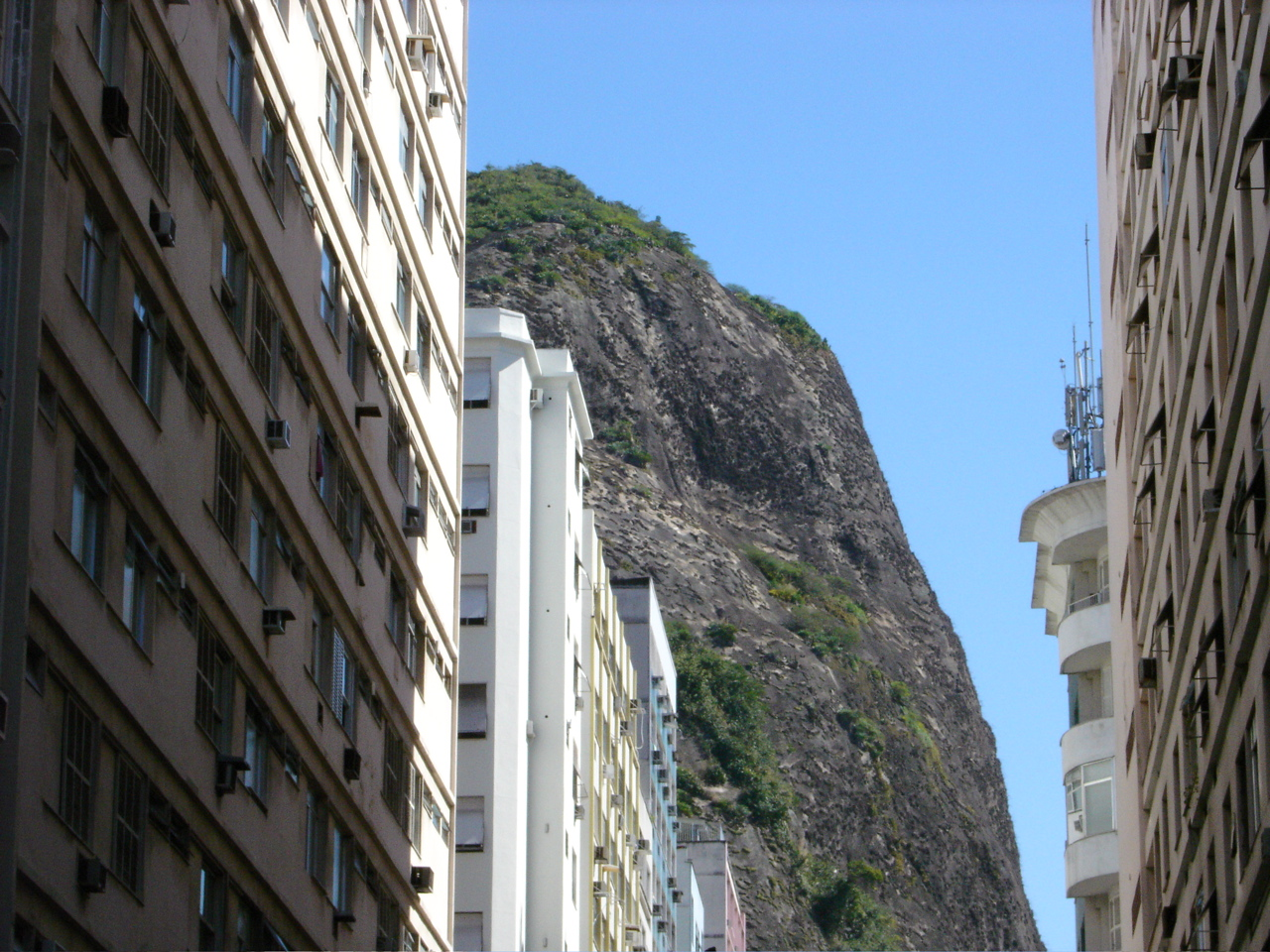
Ulica w Copacabanie

Copacabana – dzielnica Rio de Janeiro, znana ze swojej plaży, długiej na 4 kilometry. Zamieszkuje ją 400 000 ludzi, co czyni ją jedną z najgęściej zaludnionych dzielnic świata.
Początkowo, aż do połowy XVIII wieku, nosiła nazwę Sacopenapã. Zmiana nazwy nastąpiła po zbudowaniu kaplicy, zawierającej kopię obrazu Dziewica z Copacabany. Została wcielona do Rio de Janeiro 6 lutego 1842. 
Copacabana zaczyna się przy Bulwarze Księżnej Izabeli, kończy się przy Posto Seis (szósta wieża ratownicza), zaraz obok Forte de Copacabana (Twierdzy Copacabana). Dalej jest już dzielnica Ipanema.
Plaża rozciąga się od Posto Dois (druga wieża ratownicza), do Posto Seis (szósta wieża ratownicza). W pobliżu znajdują się dwie stacje metra, jedna przy Siqueira Campos, druga przy Cardeal Arcoverde.

## Plaża

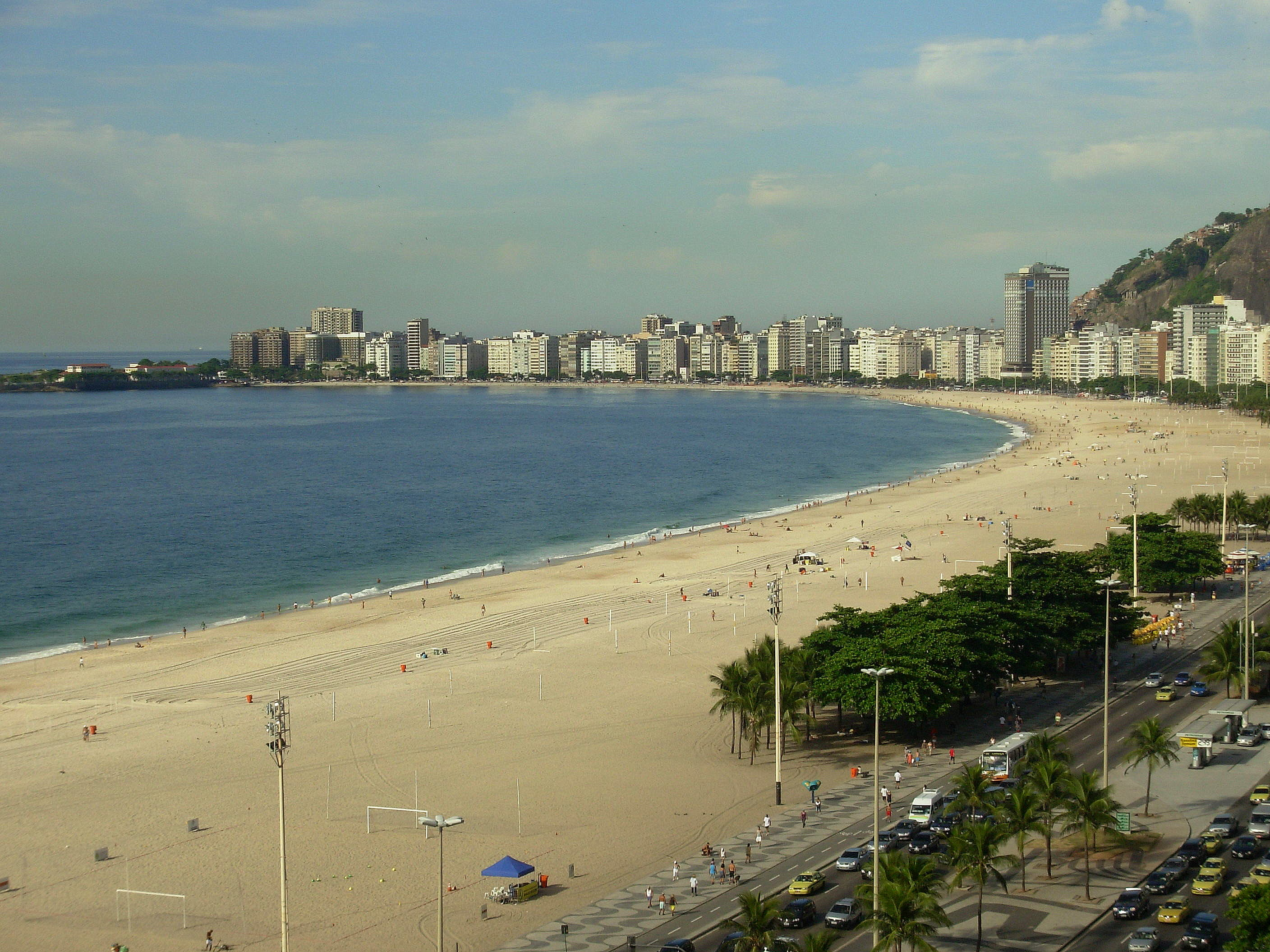
Plaża w Copacabanie

Plaże Copacabany są gospodarzem wielu imprez kulturalnych i sportowych, takich jak noc sylwestrowa czy Mistrzostwa świata w piłce nożnej plażowej. Artyści którzy wystąpili na Copacabanie to m.in. The Rolling Stones, Rod Stewart i Lenny Kravitz. Promenada jest pełna drogich hoteli, restauracji, barów i pubów.
Brazylijska część serii koncertów Live Earth miała miejsce przy plaży Copacabany 7 lipca 2007 roku. Plaża Copacabana została przedstawiona w grze Driver 2.
Od 23 do 28 lipca 2013 roku na plaży w Copacabanie odbyły się 28. Światowe Dni Młodzieży, w których uczestniczyło prawie 3 mln osób. Papież Franciszek dołączył do modlących się na Copacabanie 25 lipca.